# Pipetta di Andreasen

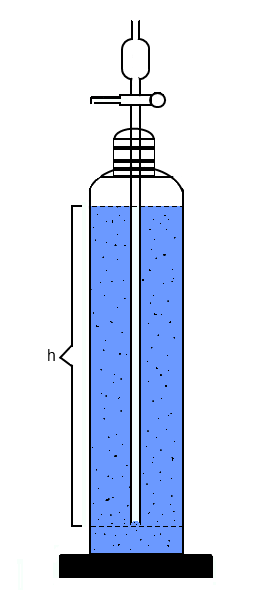
Pipetta di Andreasen.

La pipetta di Andreasen è un apparecchio da laboratorio che serve a tracciare la curva granulometrica di una polvere.
Venne ideato dall'inventore danese Alfred Andreasen. Viene utilizzata per trovare il diametro medio delle particelle e sfrutta la legge di Stokes noti l'altezza h, l'accelerazione gravitazionale g, il tempo di sedimentazione t e la differenza di densità tra le particelle sospese e quella del solvente (dsosp - dliq). 

## Descrizione
È costituita da un cilindro di 550 ml contenente una pipetta da 10 ml saldata all'estremità superiore del cilindro in un tappo smerigliato.
La pipetta è immersa nella sospensione per una profondità di 20 cm.

## Procedura
L'analisi si conduce introducendo nel cilindro una sospensione delle particelle da analizzare con una concentrazione intorno a 1-2% p/v. Si agita e si pone in un bagno termostatato. Si preleva un campione da 10 ml che viene successivamente essiccato e pesato. Il valore ottenuto è il peso di riferimento, da cui si ottiene una distribuzione in peso.